# Ostrożeń polny
Ostrożeń polny (Cirsium arvense (L.) Scop.) – gatunek rośliny wieloletniej z rodziny astrowatych.

## Rozmieszczenie geograficzne
Rodzimy obszar jego występowania to cała niemal Europa i znaczna część Azji. Obecnie jednak jest gatunkiem kosmopolitycznym. Rozprzestrzenił się również na Azorach, w Australii i Nowej Zelandii, w Ameryce Północnej, na Hawajach i w niektórych rejonach Afryki i Ameryki Północnej. W Polsce jest bardzo pospolity na całym obszarze. Status gatunku we florze Polski: gatunek rodzimy.

## Morfologia

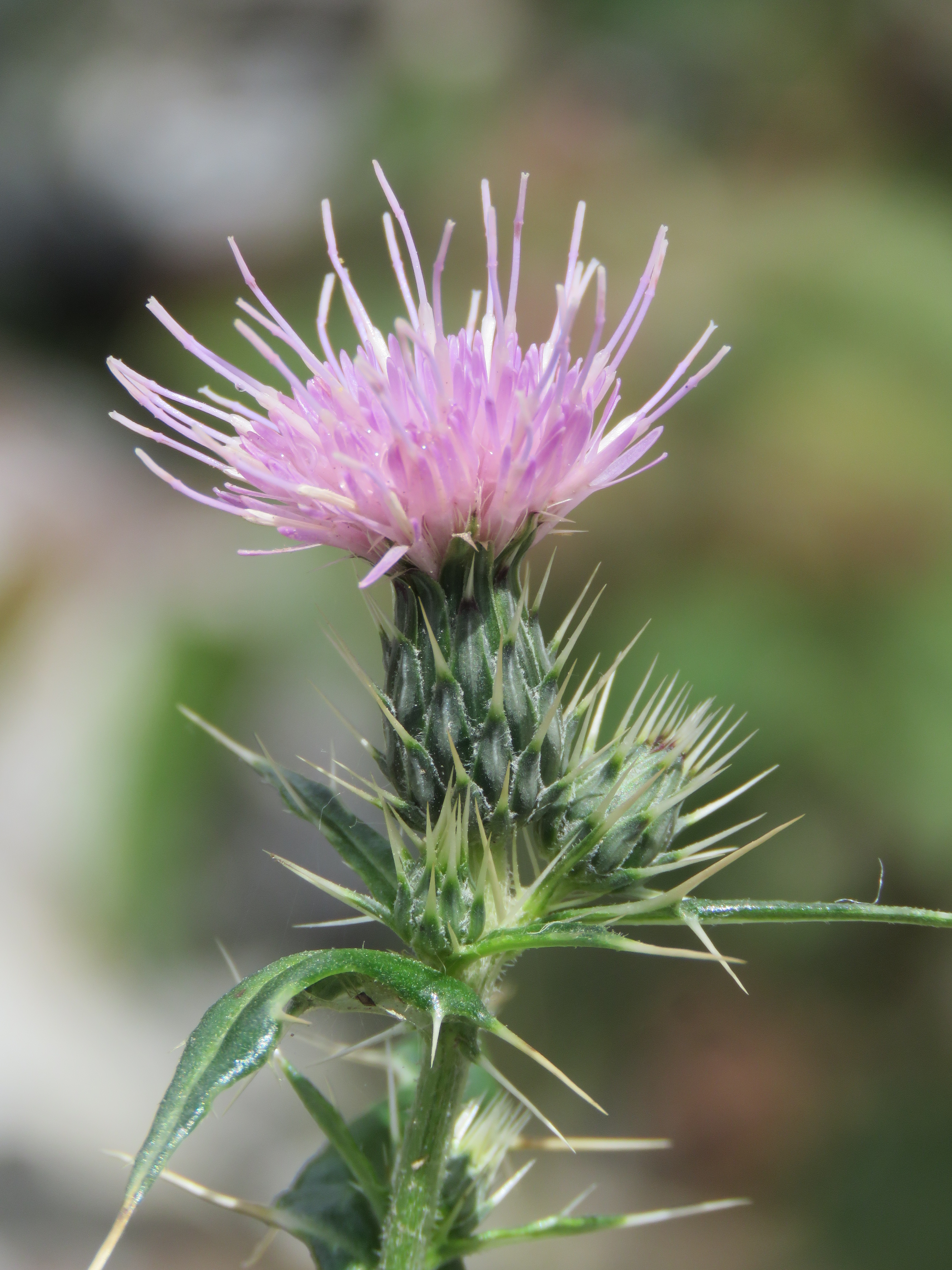
Kwiatostan

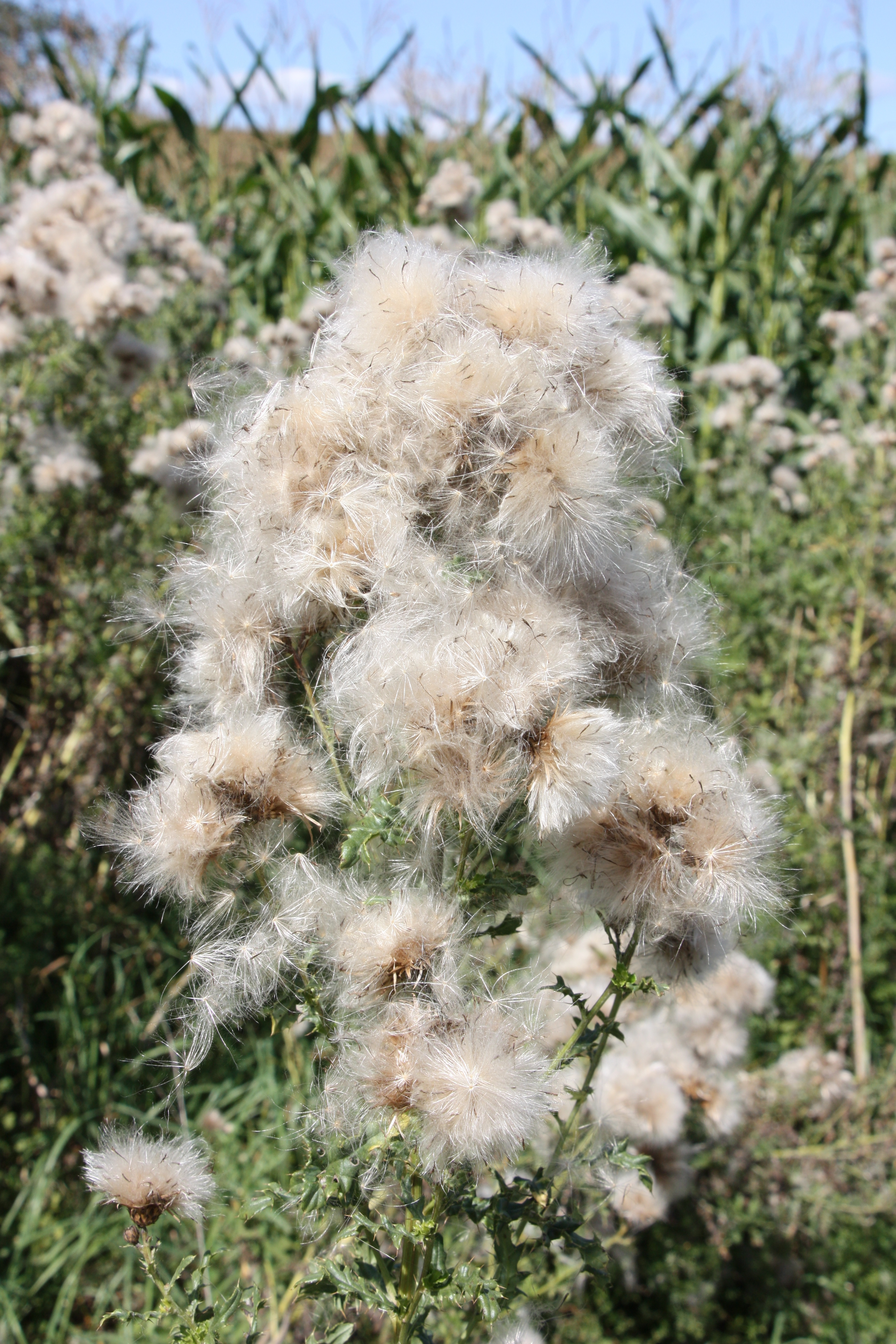
Owoce

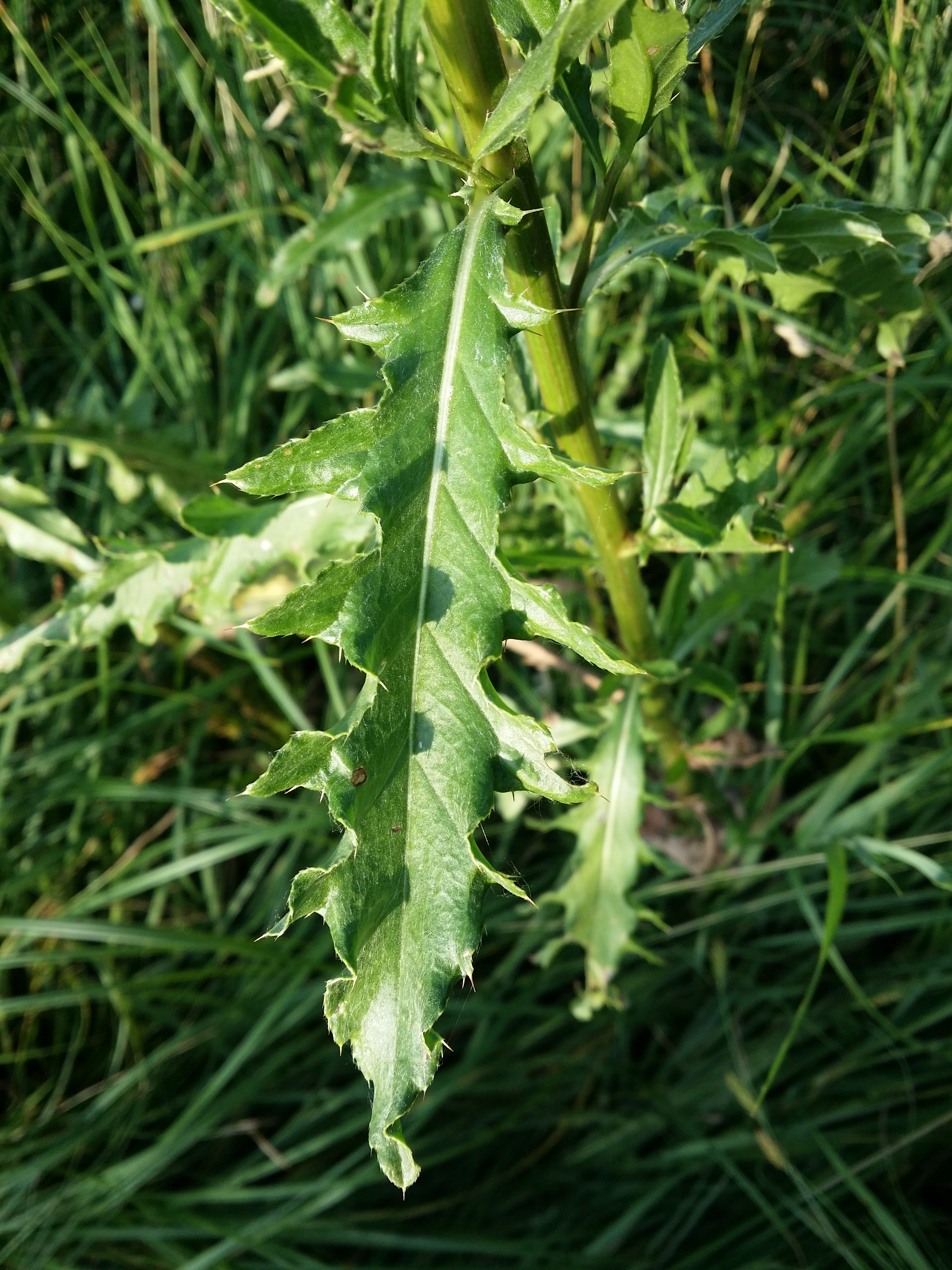
Liść

PokrójDorosła roślina osiąga 50 do 150 cm wysokości.  Roślina łatwa do rozpoznania, jedynie mylona z ostami lub popłochem, oba gatunki są dwuletnie i tym samym wytwarzają zdecydowanie słabiej rozwinięty system korzeniowy.
ŁodygaObła, ale lekko kanciasta, w górnych partiach silnie rozgałęziona i nieco pajęczynowato owłosiona. Roślina wytwarza długie i dobrze rozwinięte rozłogi.
LiścieLiście wydłużone, o bardzo zmiennym kształcie: od wrębnych, aż po sieczne, kolczaste. Z wierzchu zielone i nagie, pod spodem szarawe z kutnerowatym nalotem. Dolne na krótkich ogonkach, pozostałe siedzące. Siewka — łodyżka podliścieniowa jest krótka, naga barwy biało-zielonej. Liścienie odwrotnie jajowate lub owalne wydłużone, na obu końcach zaokrąglone osadzone na nagich zielonych, krótkich ogonkach. Siewka jest rozetą ze skrętolegle ułożonymi liścieniami i liśćmi. Pierwsze liście jajowate kolejne coraz bardziej wydłużone na szczycie i u nasady zwężające się, na brzegach ząbkowane kolczaste. Blaszki liściowe pod spodem popielate z powodu gęstego pajęczynowatego owłosienia.
KwiatyRoślina dwupienna. Kwiaty zebrane w kwiatostan zbiorowy. Tworzą go liczne, jajowatowalcowate koszyczki o barwie fioletowej lub różowej, rzadziej białe. Koszyczki z kolei tworzą baldachogrono. Pojedynczy koszyczek ma wraz z kwiatami długość 15–20 mm, a owocujący do 35 mm. Puch kielichowy (podczas przekwitania) dłuższy od korony. Korona podzielona niemal do nasady na 5 płatków. Pręciki o nagich nitkach. Kwiaty żeńskie o bardzo silnym aromacie.
OwocNiełupki o długości 3 mm, z puchem kielichowym o pierzasto rozgałęzionych szczecinkach, które wydłużają się podczas dojrzewania owocu.
KorzeńBardzo silnie rozwinięty – głęboki i silnie rozgałęziony.

## Biologia i ekologia
RozwójBylina, geofit korzeniowy. Kwitnie od lipca do października, przedprątne kwiaty zapylane są przez owady. Jedna roślina wytwarza około 1-5 tysięcy nasion, które jednak mają małą zdolność kiełkowania – kiełkuje tylko niewielka ich część. Zachowują zdolność kiełkowania do 20 lat. Kiełkują wiosną. Roślina rozmnaża się głównie przez oderwane rozłogi korzeniowe, rzadziej przez nasiona.
SiedliskoRoślina synantropijna, rosnąca głównie na siedliskach ruderalnych i segetalnych;  na ścierniskach, w ogrodach, na łąkach, pastwiskach i trawnikach, na nieużytkach, terenach kolejowych, wysypiskach, poboczach dróg, w rowach, nad rzekami. Rośnie na wszystkich typach gleb, ale najchętniej na dobrze przewietrzanych, zasobnych w składniki pokarmowe, toleruje silnie zasolone gleby. W klasyfikacji zbiorowisk roślinnych gatunek charakterystyczny dla Cl. Artemisietea vulgaris.
Skład fitochemicznyZiele zawiera laktony, polifenole, alkaloidy (taliacyna, raufolina), fitosterole,  luteolinę. W korzeniu znajdują się alkaloidy i fitosterole.
Zmienność
Tworzy mieszańce z następującymi gatunkami: ostrożeń bezłodygowy (Cirsium acaule), ostrożeń błotny (Cirsium palustre), ostrożeń głowacz (Cirsium eriophorum), ostrożeń lancetowaty (Cirsium lanceolatum), ostrożeń lepki (Cirsium erisithales).
Korelacje międzygatunkowe
Pasożytują na nim niektóre gatunki grzybów: Bremia lactucae, Erysiphe mayorii, Golovinomyces cichoracearum, Puccinia cnici, Puccinia punctiformis, Albugo tragopogonis, Ramularia cynarae, Ramularia cynarae emend, Phyllosticta cirsii i bakteria Pseudomonas syringae. Żerują na nim niektóre gatunki chrząszczy, muchówek, pluskwiaków.

## Znaczenie w rolnictwie
W uprawach rolnych jest uciążliwym chwastem, szczególnie na pastwiskach. Rozmnaża się bardzo łatwo; każdy odcięty kawałek pędu może utworzyć nową roślinę. Na poziomych pędach podziemnych stale tworzy nowe pączki dające początek nowym pędom nadziemnym. Próg szkodliwości gospodarczej we wszystkich uprawach waha się od 0,5-1,0 rośliny/m².